# Gagrella longispina
Gagrella longispina is een hooiwagen uit de familie Sclerosomatidae.